# Municipio Nuovo (Wiesbaden)
Il Municipio Nuovo (in tedesco Neues Rathaus) è il palazzo municipale di Wiesbaden. Realizzato nel XIX secolo, in stile neorinascimentale su progetto dell'architetto austro-tedesco Georg von Hauberrisser, è situato nella Schlossplatz.